# Trogdal

ontstaan van een U-dal

Een trogdal of U-dal is een daltype. Het heeft een U-vorm en een platte bodem met aan beide zijden steile wanden. Een U-dal ontstaat doordat er een rivier of een gletsjer de bodem erodeert. Normaal is er sprake van een verticale en een horizontale erosie, hierdoor ontstaat een V-dal. Bij een trogdal is het gesteente op de bodem te hard waardoor de verticale erosie nauwelijks nog plaatsvindt. De horizontale erosie gaat echter door. Zo ontstaat de U-vorm. Ook kan een U-dal ontstaan doordat een gletsjer grote stukken land meeneemt/afschuurt.
Wanneer een trogdal gedeeltelijk opgevuld wordt door zeewater wordt het een fjord genoemd.

## galerij

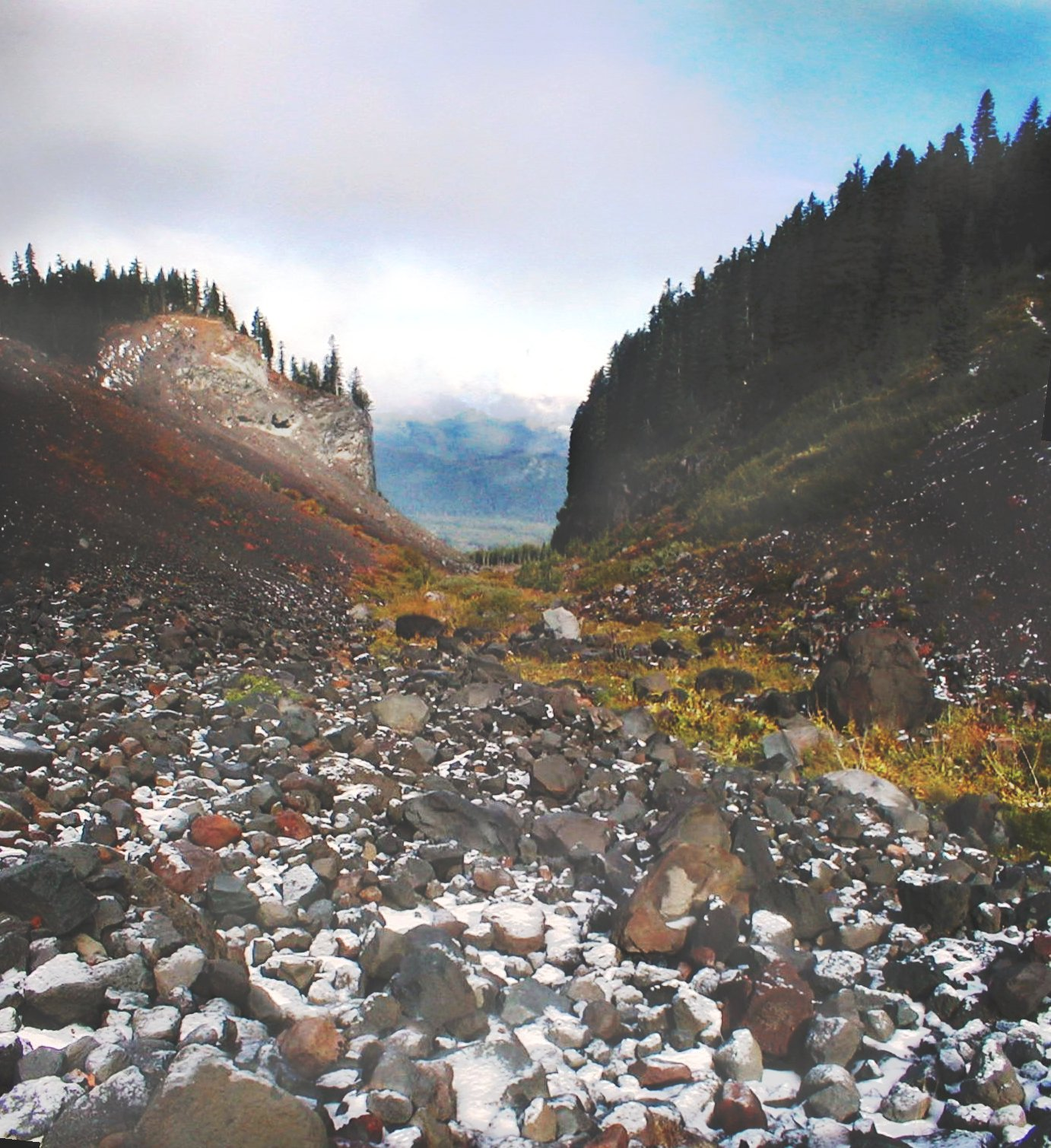
Trogdal bij Mount Hood (Oregon)
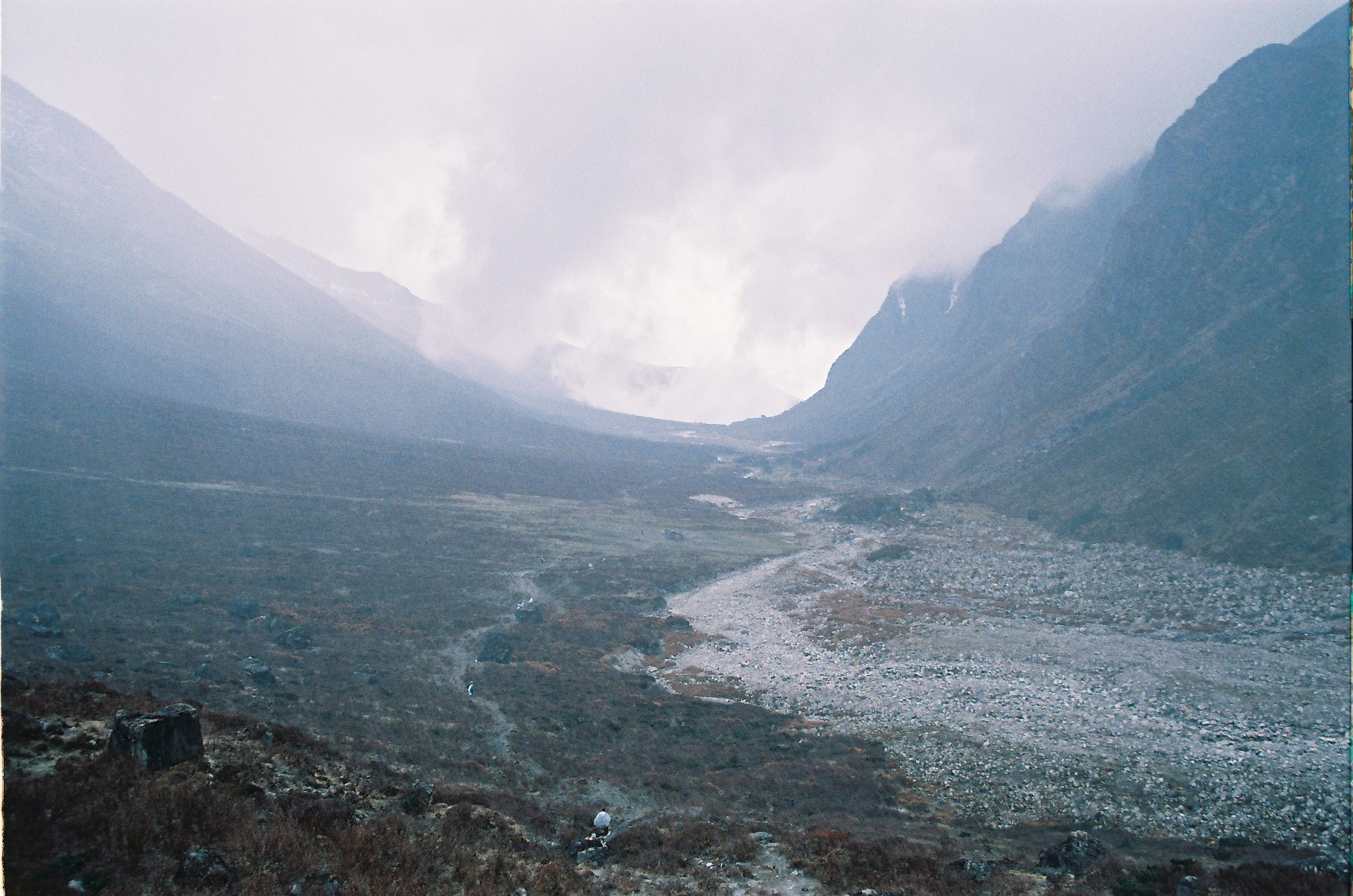
Trogdal van de Zemathang gletsjer, bij Kangchenjunga (Sikkim)
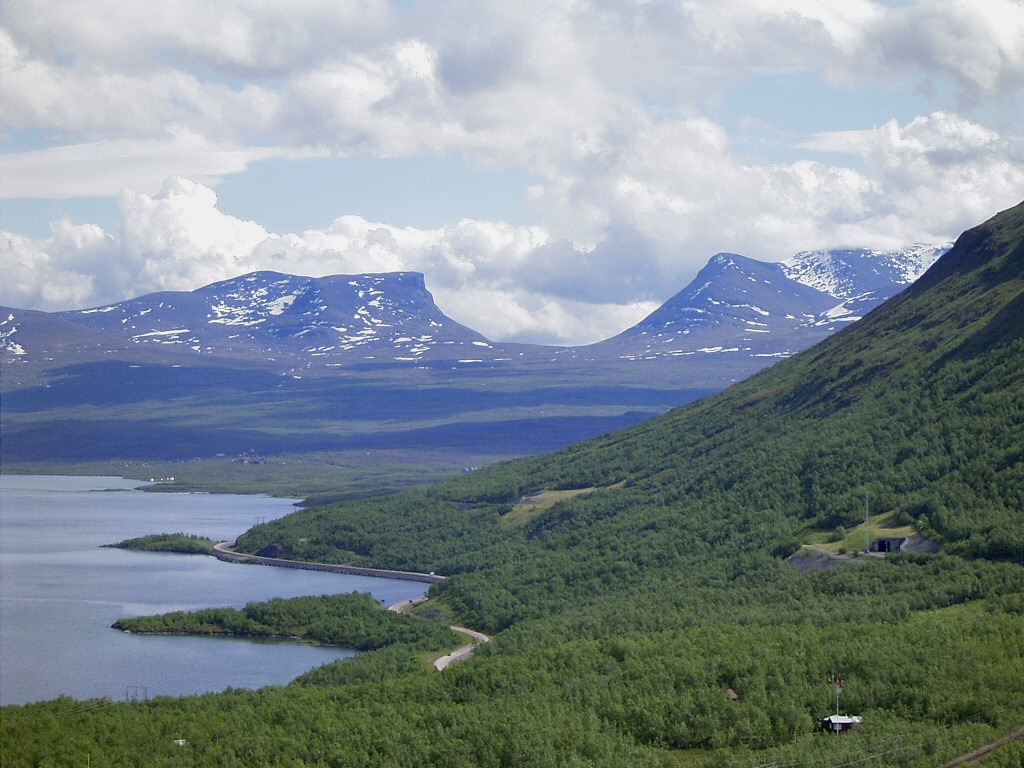
Lapporten (Zweden), een hangend trogdal.
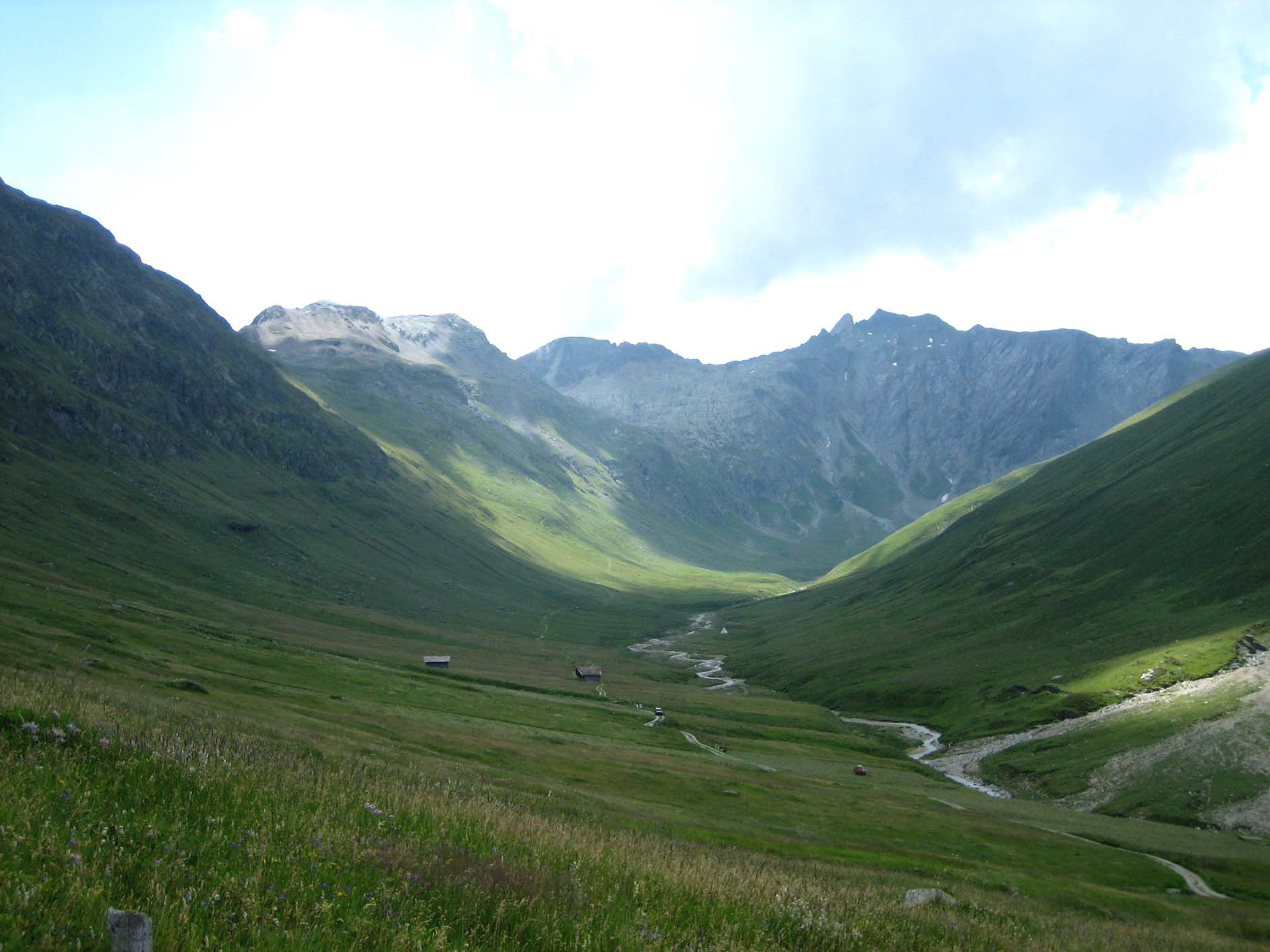
Trogdal bij Juf (Duitsland).
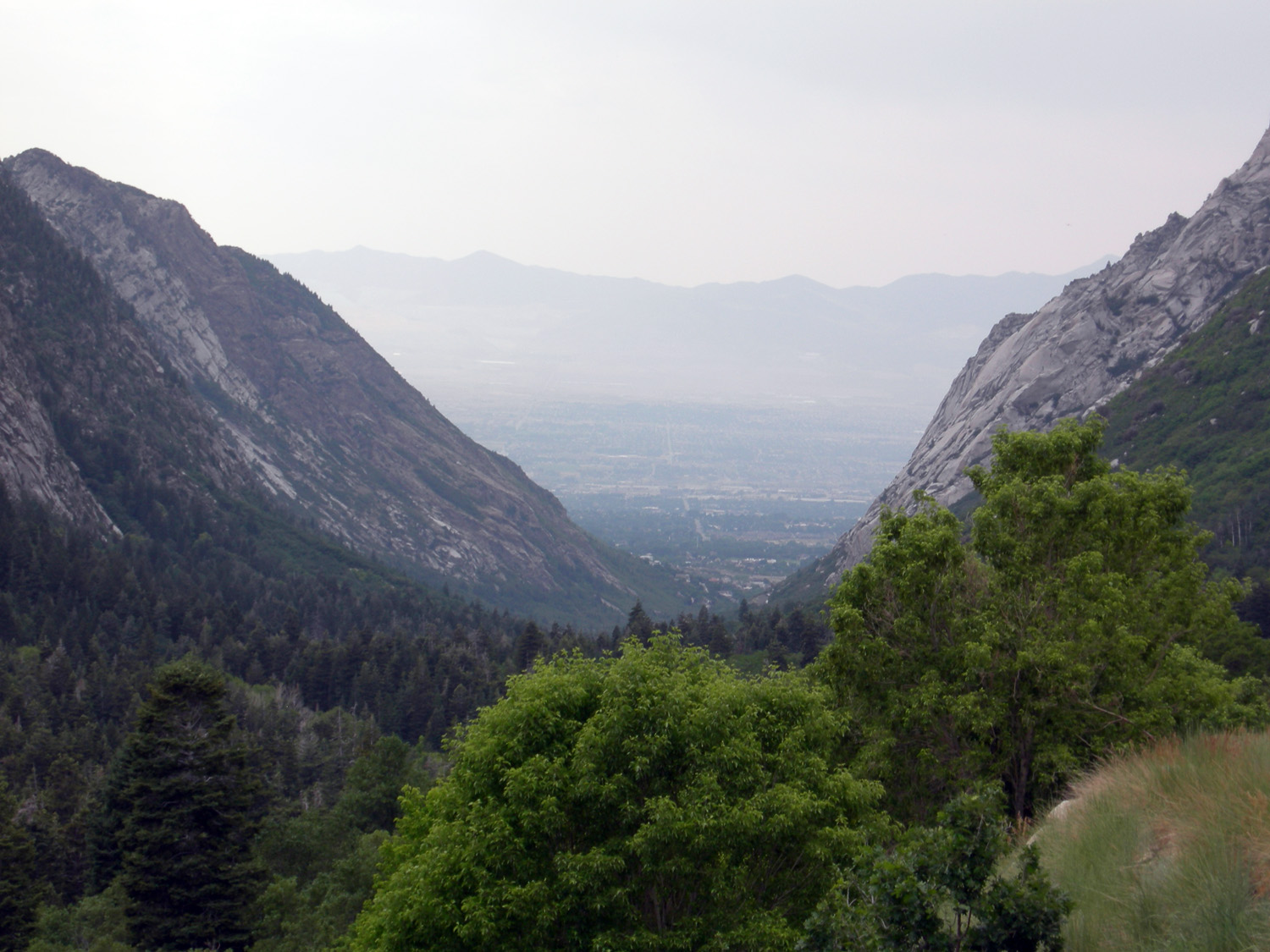
Little Cottonwood Canyon, Wasatch Mountains, Utah.

beekdal · doorbraakdal · droogdal · fjord · hangend dal · kloof · reculée · ría · riftvallei · rivierdal · trogdal · V-dal · wadi